# Omar Mendoza (ciclista)
Omar Alberto Mendoza Cardona (Lejanías, Meta, Colombia 25 de noviembre de 1989) es un ciclista profesional colombiano. Desde 2024 corre para el equipo mexicano Forte Petrolike-Androni Giocattoli de categoría Continental.

## Palmarés

### Pista
2012
- Campeonato de Colombia de Ciclismo en Pista
  -  Plata en Persecución por equipos

2015
- Campeonato de Colombia de Ciclismo en Pista
  -  Bronce en Persecución por equipos

### Ruta
2014
- 2.º en el Campeonato de Colombia Contrarreloj

2015
- Clásico RCN, más 1 etapa

2016
- Vuelta a Antioquia

2017
- 1 etapa del Gran Premio Internacional de Fronteras y la Sierra de la Estrella

2018
- 2.º en los Juegos Suramericanos en Ruta

2019
- 1 etapa de la Vuelta a Colombia

## Equipos
- Movistar Team (Colombia) (2012)
- Equipo Bolivia (2015-2016)
- Bicicletas Strongman (2017)
- Medellín[1] (2018)
- Manzana Postobón Team[2] (01.2019-05.2019)
- Coldeportes Bicicletas Strongman (06.2019-12.2019)
- Colombia Tierra de Atletas-GW Bicicletas[3] (2020-2023)
- Forte Petrolike-Androni Giocattoli (2024-)